# Lokačský rajón
Lokačský rajón (ukrajinsky Локачинський район) byl rajón ve Volyňské oblasti na Ukrajině. Hlavním městem bylo Lokači a rajón měl přibližně 22 tisíc obyvatel. 

## Sídla v rajónu
- Lokači